# Centres taïwanais de contrôle des maladies
Pour les articles homonymes, voir CDC.
Les Centres taïwanais de contrôle des maladies (officiellement en anglais : Centers for Disease Control (CDC) ou Taiwan Centers for Disease Control, en chinois traditionnel : 衛生福利部疾病管制署 ; pinyin : Wèishēng Fúlì Bù Jíbìng Guǎnzhì Shǔ ; litt. « Centres de contrôle des maladies, ministère de la Santé et du Bien-être ») sont une agence du ministère de la Santé et du Bien-être.
Elle est chargée à Taïwan de la mise en place des politiques de contrôle et de prévention des maladies, du contrôle des épidémies, du développement des aptitudes et de la tenue de la coordination internationale.

## Historique
L'agence des Centres taïwanais de contrôle des maladies est créée le 1er juillet 1999, remplaçant le Bureau de contrôle des maladies transmissibles (officiellement en anglais : Bureau of Communicable Disease Control), le Service national de quarantaine (National Quarantine Service) et l'Institut national de médecine préventive (National Institute of Preventive Medicine),. Cette réorganisation est la conséquence de la mauvaise gestion et du manque de coordination pour répondre aux cas de sérotype entérovirus 71.
Parmi les divisions, le Centre de commandement national de la santé (officiellement en anglais : National Health Command Center (NHCC)) est créé en 2004 à la suite de l'épidémie de SRAS,,.